# Specialoperation

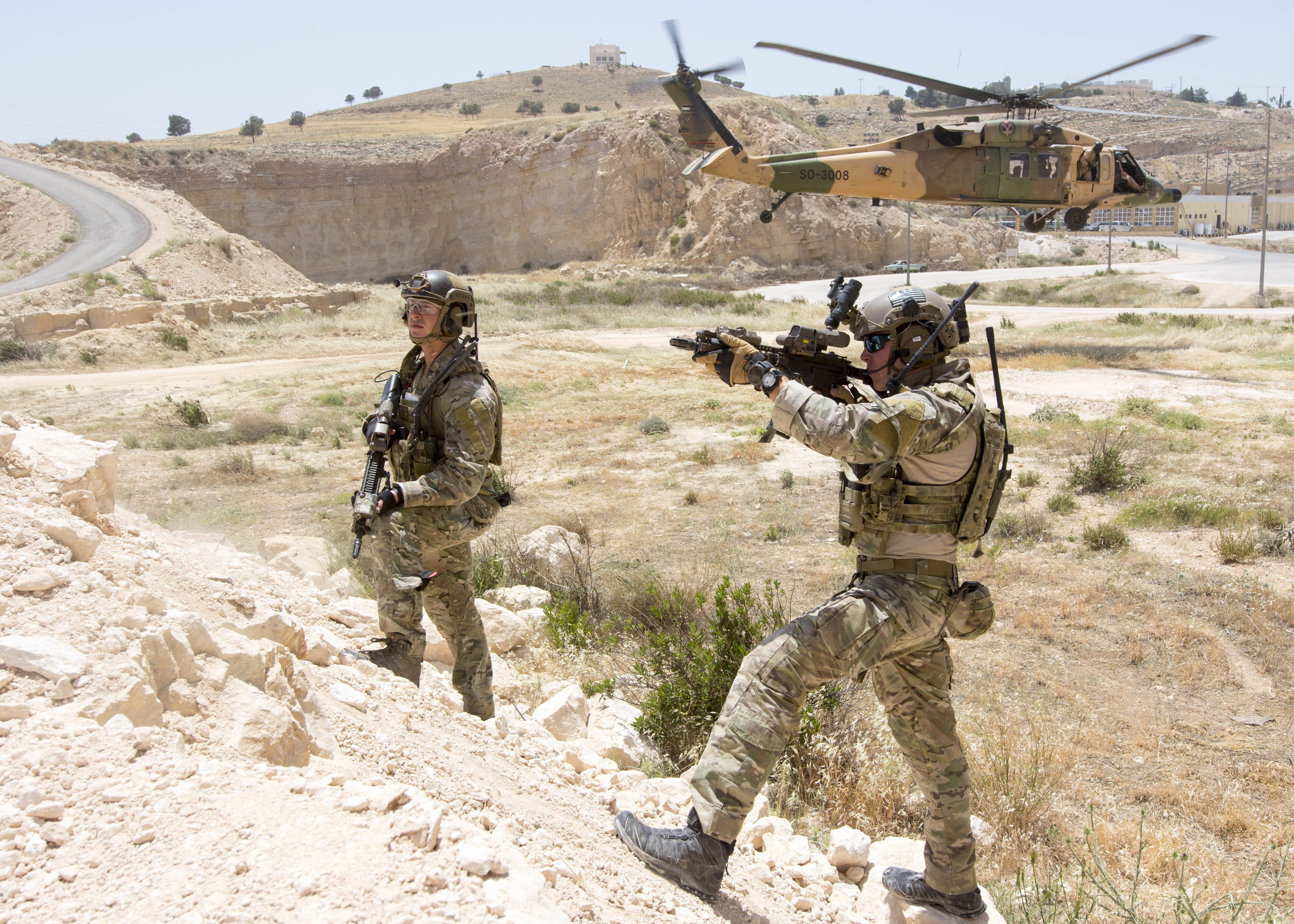
U.S. Air Force Special Tactics Commandos under övning i Jordanien.

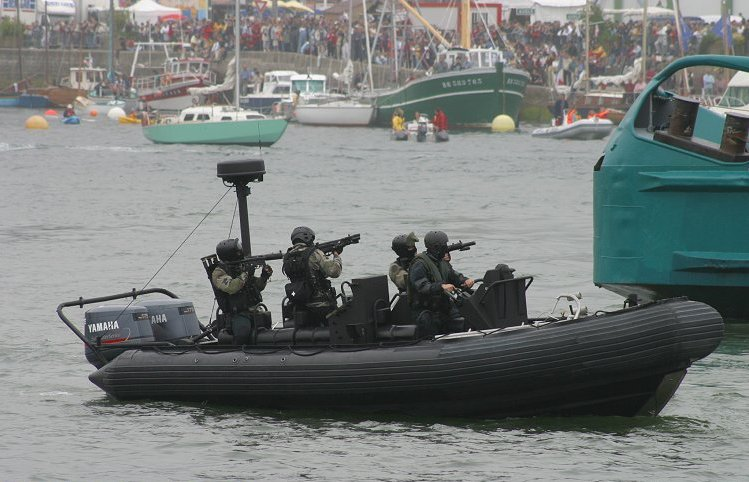
Soldater ur det franska Commando marine.

Specialoperation är i militära sammanhang verksamheter som bedrivs av särskilt organiserade, utbildade och utrustade förband, vilka använder okonventionella tekniker och metoder. Specialoperationer kan innefatta spaning, okonventionella stridsmetoder och kontraterrorism och genomförs typiskt av små elitförband. Aktioner präglas normalt av självförsörjning, framryckningar i smyg, snabba skeenden och utövande med betoning på en hög grad av taktisk samordning. De genomförs ofta av förband som benämns specialförband.
Syftet med specialoperationer omfattar särskilda underrättelseföretag (till exempel strategisk fjärrspaning), särskilda stridsinsatser (till exempel överfall mot ledningsorgan) och särskilda räddningsinsatser (till exempel fritagning av fångar). Vissa typer av specialoperationer kan också utföras enskilt av reguljära elitförband till exempel jägarförband eller en kombinerad operation som både består av specialförband och jägarförband. Exempel på specialförband som utför specialoperationer är brittiska Special Air Service (SAS) och Special Boat Service (SBS).

## Rysslands invasion av Ukraina 2022
När Rysslands president Vladimir Putin den 24 februari 2022 annonserade Rysslands väpnade angrepp på Ukraina, använde han inte en term som invasion eller krig, utan "militär specialoperation". Det är oklart vad han menade med den termen i detta sammanhang (specialoperation eller militär operation?), eftersom invasionen genomfördes med omfattande armé-, marin- och flygstridskrafter efter normala metoder inom konventionell krigföring.